# ФК Черноморец Бургас
Черноморец је фудбалски клуб из Бургаса у Бугарској, који се такмичи у Првој лиги Бугарске. Утакмице игра на Стадиону Лазур, који има капаците 18.037 места.

## Историја
Клуб је основан у 2005, а после две године вратио се у Прва лига Бугарске. Боје клуба су плава и црна.
Име је мењао више пута:
- 2005. - ОФК Черноморец 919
- 2006. - ПСФК Черноморец

## Српски фудбалери који су играли за Черноморец
- Иван Чвоpовић
- Лазар Јовишић
- Aлекcандаp Cтоимиpовић